# Nave a Rovezzano
Nave a Rovezzano (detta anche Nave di Rovezzano) è una frazione del Comune di Firenze che si trova sulla sponda sinistra del fiume Arno. Appartiene al Quartiere 3 Gavinana-Galluzzo in direzione est sulla strada che conduce al comune di Pontassieve.

## Storia
La Nave a Rovezzano è un piccolo borgo che prende da un passaggio del fiume che, attraverso un traghetto detto appunto La Nave, unisce la sponda sinistra del fiume con quella destra che conduce nella frazione di Rovezzano). Dopo la sparizione del ponte etrusco che collegava anticamente le due sponde, citato anche da Giovanni Villani nella sua Nova Cronica, costruito più a monte per collegare la lucumonia fiesolana con la strada che conduceva verso sud, prima della costruzione della Via Cassia, questo punto dell'Arno, spostato più a monte nel 1660 divenne l'unico attraversamento tra le due sponde a monte del Ponte alle Grazie prima della costruzione tra l'Ottocento e il Novecento dei ponti di San Niccolò, di Giovanni da Verrazzano e il recente Ponte di Varlungo.
Citato dallo scrittore Anton Francesco Grazzini nel libro di novelle intitolato Le Cene come già esistente nel 1549. A proposito di una beffa (in stile boccacciano) che narra del giovane Brancazio Malespini che per raggiungere l'amante passava:
(Anton Francesco Grazzini detto Il Lasca, La prima e la seconda cena: novelle)

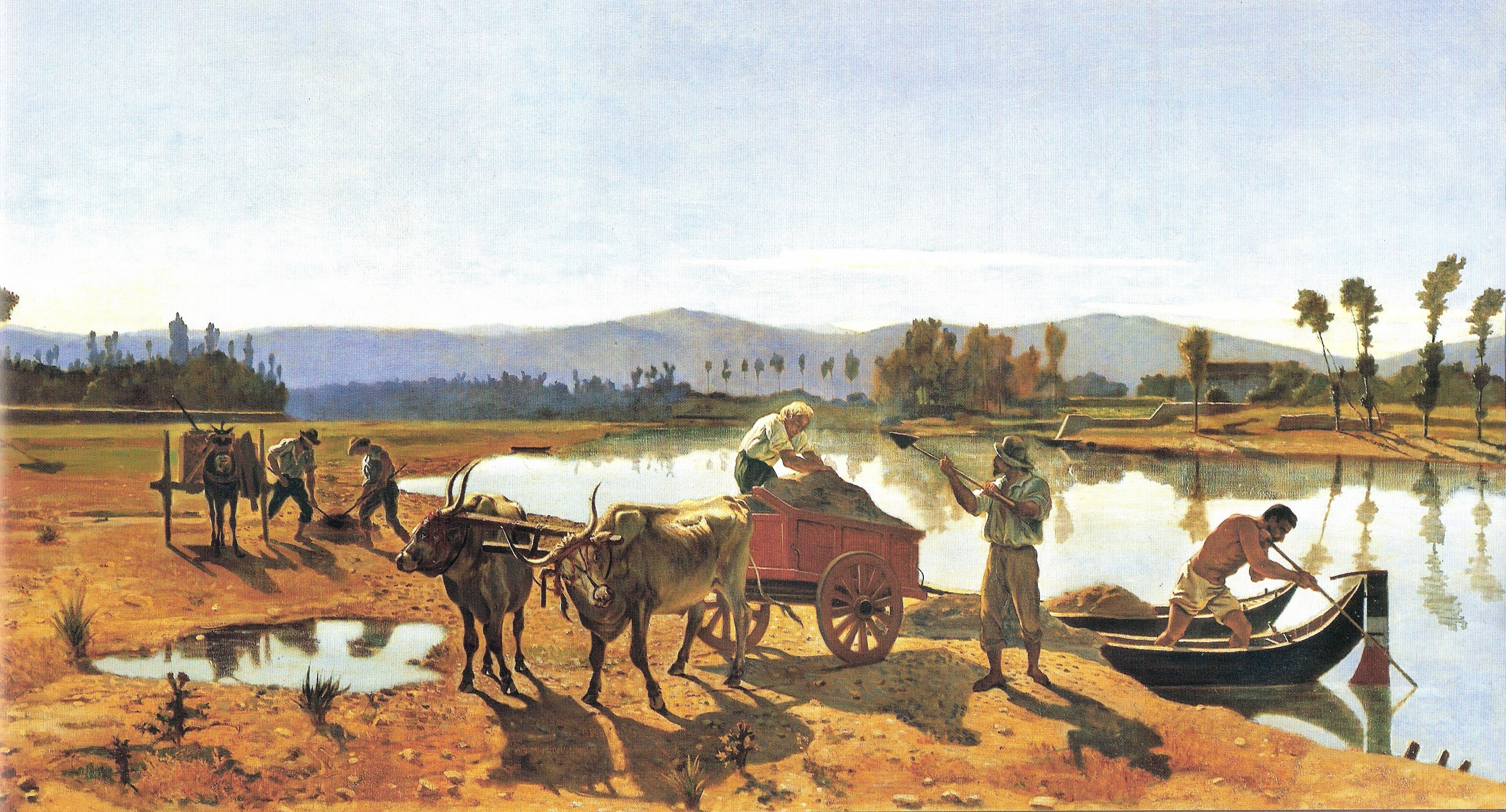
Stanislao Pointeau (1833-1907), Renaioli sull'Arno

Nave a Rovezzano si sviluppò tra le pescaie di Rovezzano e quella di San Niccolò, intorno al porticciolo da dove partiva il traghetto ma anche le barche dei renaioli, un antico mestiere oggi scomparso, che dragavano il fondo del fiume da cui traevano la sabbia, in toscano la rena, caricata su carri e usata per l'edilizia. Il borgo constava di poche case e oggi arriva sino al confine con il comune chiantigiano di Bagno a Ripoli attraverso la strada che prese il nome di Via della Nave. Questa strada era, durante il Rinascimento, circondata da ville patrizie e campi coltivati. Fra le più importanti di queste erano Villa Cocchi costruita nella zona chiamata, forse non casualmente, Il Pratello e Villa delle Sentinelle.
La stessa Nave a Rovezzano ebbe anche altri nomi nel corso della storia, infatti era conosciuta come Ripalta o Ripaltuzza nomi comunque sempre legati alla sua contiguità con la riva del fiume. Il nome è rimasto alla piccola chiesa di San Lorenzino a Ripalta o a Ripaltuzza, anticamente l'unica chiesa di Nave a Rovezzano poi sostituita, negli anni '60, dalla moderna Chiesa della Resurrezione di Nostro Signore Gesù Cristo.
La chiatta, che trasportava sia persone che veicoli è rimasta in funzione fino al 1979, quando la costruzione del Ponte di Varlungo, che attraversa il fiume circa cento metri più a valle l'ha sostituita. Fra le costruzioni va citato anche il Mulino di Rovezzano e le Gualchiere che ci ricordano la dipendenza di questo borgo dall'economia legata alla presenza del fiume. Anticamente presso la Nave a Rovezzano iniziava il cosiddetto Bisarno, un punto della Piana di Ripoli in cui il fiume si divideva in due rami creando un'isola, oggi scomparsa a causa dei lavori di imbracamento del fiume, che aveva costituito in questo punto una zona paludosa, e che si ricongiungeva al suo alveo attuale presso la zona di Ricorboli (oggi facente parte del quartiere di Gavinana). Per ovviare il pericolo incombente delle inondazioni Leonardo da Vinci progettò nel 1505 un rimedio per regimentare il fiume tra la pescaia di Rovezzano e la foce dell'affluente Affrico (oggi interrato nella parte che attraversa Firenze). Il disegno di Leonardo si trova oggi nel Castello di Windsor.

## Nave a Rovezzano oggi

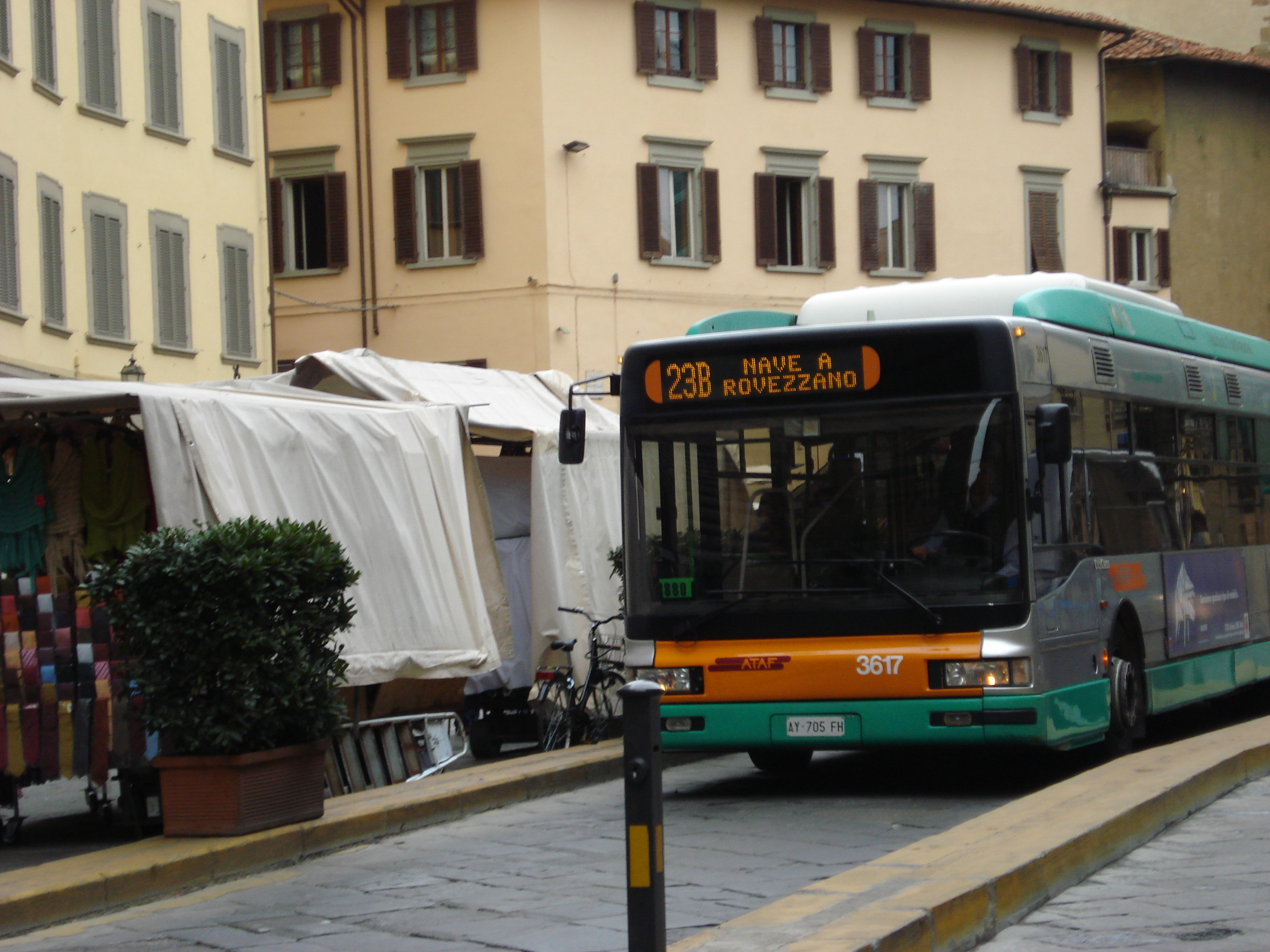
Autobus per Nave a Rovezzano

Nave a Rovezzano è tagliata da due strade importanti, la prima Via di Villamagna che era la continuazione del Lungarno Francesco Ferrucci e affianca il fiume. Il nome deriva dalla località Villamagna dove finisce la strada, patria del pittore Francesco Granacci. La seconda è Via della Nave a Rovezzano che taglia da nord a sud la frazione fiorentina raggiungendo il comune di Bagno a Ripoli dal quale, fino al 1928, dipendeva amministrativamente Nave a Rovezzano.
Probabilmente fu costruita sulle proprietà della famiglia Antinori dato che il loro stemma appare sopra il tabernacolo settecentesco dedicato a Sant'Isidoro che si trova all'inizio del paese. Un altro tabernacolo detto Tabernacolo del Podestà  si trova su Via della Nave a Rovezzano e s'incrocia con l'arteria principale del comune di Bagno a Ripoli, è detto del podestà perché il palazzo all'angolo del quale fu costruito era la residenza del podestà di Bagno a Ripoli.
Quest'ultimo tabernacolo è molto più antico del precedente dato che contiene un affresco quattrocentesco attribuito al Maestro di Signa.
Data la sua contiguità al fiume Nave a Rovezzano fu una delle zone colpite con largo anticipo, precisamente alle 2.30 di notte, rispetto a tutti gli altri quartieri di Firenze durante l'Alluvione di Firenze del 4 novembre 1966, ma naturalmente non fu la sola alluvione subita, la più disastrosa fu quella del 4 novembre 1333 che:
(Giovanni Villani, Cronaca, Libro XI, cap. primo)
Nel 1962 fu progettata la chiesa parrocchiale della Nave a Rovezzano che fu chiamata Chiesa della Resurrezione di Nostro Signore Gesù Cristo costruita nel 1965 su progetto di Lorenzo Papi con un ardito tetto a forma di Nave.
Oggi Nave a Rovezzano è collegata al centro di Firenze dagli autobus n. 3 e 8.

## Curiosità
Della Nave a Rovezzano parlano alcuni scrittori fiorentini del Novecento, ad esempio Giovanni Papini nel suo Autoritratti e ritratti (1962):
(p. 307)
Ma anche Vasco Pratolini nel suo romanzo Lo scialo (1960) e Aldo Palazzeschi nella sua raccolta di novelle Il Palio dei Buffi (1944):
E persino Gabriele D'Annunzio nei suoi Taccuini scritti in occasione della sua lunga permanenza nella Villa la Capponcina a Settignano, non lontano dalla pescaia della Nave a Rovezzano e Eugenio Montale.